# Hunter Hunter
Ne doit pas être confondu avec le manga Hunter × Hunter.
Pour plus de détails, voir Fiche technique et Distribution.
Hunter Hunter un film d'horreur canado-américain écrit et réalisé par Shawn Linden, sorti en 2020.

## Synopsis
Une famille, les Meursault, a pris le choix de vivre en plein cœur d'une forêt canadienne, loin de la civilisation et des hommes quitte à s’appauvrir. Alors qu'Anne reste à la maison pour s'occuper de leur nouvelle maison, son mari trappeur Joseph initie leur fille Renée à la chasse pour gagner des vivres en vendant de la fourrure d'animaux. Cependant, rapidement, ces derniers sont tous décimés par un loup insaisissable. 
Dès lors, déterminé à le traquer pour reprendre sa seule activité financière qui lui permet de nourrir ses proches, Joseph abandonne sa compagne et leur enfant pour s'enfoncer dans les bois pour l'achever à son tour. Surtout, sur son chemin, il tombe sur plusieurs cadavres de jeunes femmes mutilées et dévêtues regroupées dans un cercle ritualiste. Or, pour ne pas effrayer Renée et Anne, il décide de se taire et se lance à la recherche de leur tueur. Du jour au lendemain, il disparaît tandis que Renée et Anne recueille un photographe gravement blessé, Lou, chez elles et il leur proclame qu'il a été attaqué par le même prédateur pourchassé par Joseph.

## Fiche technique
- Titre original et français : Hunter Hunter
- Réalisation et scénario : Shawn Linden
- Musique : Kevon Cronin
- Photographie : Greg Nicod
- Montage : John Gurdebeke et Chad Tremblay
- Production : Shawn Linden, Neil Elman et Juliette Hagopian
- Sociétés de production : Particular Crowd et MarVista Entertainment
- Société de distribution : IFC Midnight
- Pays d'origine :  États-Unis,  Canada
- Langue originale : anglais
- Format : couleur
- Genre : horreur
- Durée : 93 minutes
- Dates de sortie : 
  - États-Unis : 18 décembre 2020
  - France : 1er juin 2021 (VOD)
- Classification :
  - États-Unis : Non classé
  - France : Interdit aux moins de 16 ans lors de sa sortie en vidéo à la demande et à la télévision.

## Distribution
- Devon Sawa : Joseph Mersault
- Camille Sullivan : Anne Mersault
- Summer H. Howell : Renee Mersault
- Nick Stahl : Lou
- Gabriel Daniels : officier Barthes
- Lauren Cochrane : Lucy
- Jade Michael : Tina
- Erik Athavale : Greg
- Blake Taylor : Cully